# 매곡동 (광주)
매곡동(梅谷洞)은 광주광역시 북구의 동이다.

## 연혁
- 1935. 10. 01 : 광산군 서방면 매곡ㆍ오치ㆍ삼각리가 됨
- 1955. 07. 01 : 광주시 풍향출장소 관할 매곡ㆍ오치ㆍ삼각동이 됨
- 1957. 12. 02 : 본청 직할의 서산동이 됨
- 1973. 07. 01 : 구제실시에 따라 서산동은 동구 관할이 됨
- 1980. 04. 01 : 동구관할의 서산동은 신설된 북구 관할이 됨
- 1986. 11. 01 : 광주직할시 북구 서산동이 됨
- 1994. 07. 01 : 서산동(매곡.일곡.삼각), 오치동 분동
- 1995. 03. 01 : 광주광역시 북구 서산동이 됨
- 1997. 03. 01 : 서산동과 매곡동으로 분동

## 유래
매곡동은 어매(於梅)와 봉곡(鳳谷)의 이름을 따서 지은 이름이다. 어매마을 뒷동산은 매화가 땅에 떨어지는 형국과 같다고 하여 '매화낙짓등(梅花落地등)'이라 부른다.
조선후기 이 지역은 광주군 와지면(蝸只面)에 속했다가 서방면에 편입되었고 1955년에도 광주시에 편입되었으며 1957년 동(洞)제 실시에 따라 리(里)를 동(洞)으로 고치고, 복스럽고 길한 징조가 있는 산에 안겨있다고 해서 매곡, 오치, 삼각동을 합해 서산동으로 하였다가 1994년에 서산동과 오치동으로 분동되었고 1997년 서산동이 다시 삼곡동과 매곡동으로 분동되었다.
오동나무가 울창한 고개 너머 한적한 근교 농촌이던 이 곳이 1979년 전라남도지방공무원교육원이 옮겨오고 1981년 국립광주박물관이 개관되었고 여러 아파트와 함께 전라남도교육청 등 각종 공공기관까지 이주, 신설되어 지금의 모습을 갖추게 되었다.

## 주거
| 단지명                    | 건설사                  | 시행사       | 주소                 | 입주               | 비고                  |
| ------------------------- | ----------------------- | ------------ | -------------------- | ------------------ | --------------------- |
| 매곡 대주피오레           | 대주건설㈜              | 대주주택㈜   | 북구 매곡로 93       | 2006년 3월         |                       |
| 매곡 서광인텔파크         | ㈜서광                  | ㈜서광       | 북구 하백로 45       | 2003년 4월         |                       |
| 매곡 대성베르힐           | ㈜대성건설              | ㈜대성건설   | 북구 초당로7번길 19  | 2005년 2월         |                       |
| 매곡 금호타운             | 금호건설                | 금호건설     | 북구 하백로46번길 10 | 1995년 11월        |                       |
| 힐스테이트 중외공원 1단지 | 현대엔지니어링 범양건영 | 한국토지신탁 |                      | 2026년 12월 (예정) | 3단지는 운암동에 소재 |
| 힐스테이트 중외공원 2단지 | 현대엔지니어링 범양건영 | 한국토지신탁 |                      | 2026년 12월 (예정) | 3단지는 운암동에 소재 |

## 교육
- 매곡초등학교
- 하백초등학교
- 광주예술중학교
- 광주예술고등학교
- 광주공업고등학교
- 한국폴리텍대학 광주캠퍼스